# Ciljanje gena
Ciljanje gena je genetička tehnika koja se koristi homolognu rekombinaciju za promenu endogenog gena. Ovaj metod se može koristiti za brisanje gena, uklanjanje eksona, dodavanje gena, i uvođenje mesta mutacija. Ciljanje gene može da bude trajno ili uslovno. Uslovi mogu da budu specifično vreme tokom razvoja / života organizma ili ograničenje na specifična tkiva. Ciljanje gena zahteva kreiranje specifičnih vektora za svaki željeni gen. Metod se može koristiti za svaki gen, nezavisno od transkripcione aktivnosti ili veličine gena.

## Metodi
Metodi ciljanja gena su razvijeni za nekoliko model organizama i mogu da variraju u zavisnosti od korišćene vrste. Generalno se ciljna konstrukcija formira od DNK generisane u bakterijama. Ona tipično sadrži deo ciljnog gena, reporter gen, i (dominantni) selektivni marker.
Da bi se menjali geni miša, ova konstrukcija se zatim umetne u embrionske matične ćelije u kulturi. Nakon selekcije ćelija sa korektnim umetanjem, one se mogu koristiti unutar tkiva miša putem embrionske injekcije. Konačno, himerni miševi gde su modifikovane ćelije formirale reproduktivne organe se biraju procesom uzgoja. Nakon tog koraka celokupno telo miša je bazirano na izabranim embrionskim matičnim ćelijama.
Kod mahovine, ova konstrukcija se inkubira zajedno sa sveže izolovanim protoplastima i polietilen glikolom. Mahovine su haploidni organizmi, te se regeneracija filamentata mahovine (protonema) može direktno testirati za prisustvo genskih promena, bilo tretmanom antibioticima ili primenom PCR-a. Pošto su mahovine jedinstvene među biljkama, ova procedura za reverznu genetiku je jednako efikasna kao i kod kvasaca. Upotrebom prilagođenih procedura, ciljanje gene je uspešno primenjeno i kod goveda, ovci, svinja, i mnogih gljiva.
Frekvencija ciljanja gena se može znatno poboljšati upotrebom dizajniranih endonukleaza kao što su nukleaza cinkovog prsta, dizajniranih homing endonukleaza, i nukleaza baziranih na dizajniranim TAL efektorima. Ovaj metod je primenjen na brojne vrste među kojima su Drosophila melanogaster, duvan, kukuruz, ljudske ćelije, miševi, i pacovi.

## Spoljašnje veze
- Vodič za ciljanje gena
- Pregled ciljanja gena